# قراختاییان

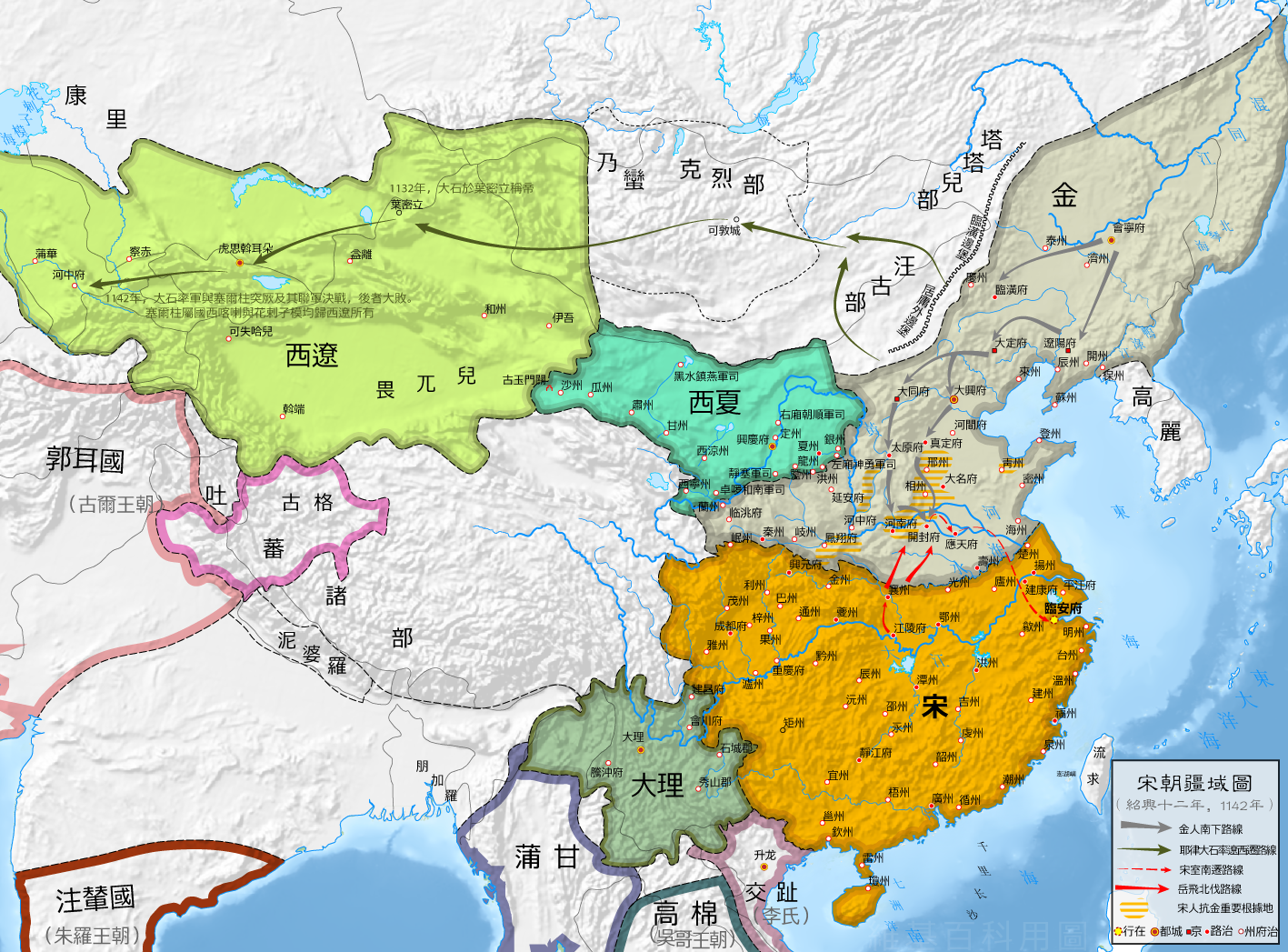
نقشه شرق آسیا و آسیای میانه در ۱۱۴۲میلادی. امپراتوری قراختایی که با رنگ سبز روشن، دودمان کین با رنگ خاکستری، شیای غربی با رنگ فیروزه‌ای؛ سونگ جنوبی با رنگ نارنجی؛ و پادشاهی دالی با رنگ سبز تیره نمایش داده شده‌است.

خان‌نشین قراخِتایی یا قره‌خِتایی یا قراختائیان یا قراختاییان (در منابع چینی: 西遼، یا لیائوی باختری) پادشاهی‌ای وابسته به قوم خیتان بود که میان سال‌های ۵۱۸ ه‍.ق (۱۱۲۴ م) تا ۶۱۵ ه‍.ق (۱۲۱۸ م) در آسیای میانه برپا بود. این دودمان به دست یلو داشی که رهبر بازماندهٔ دودمان لیائو که از میهن خود در شمال و شمال شرقی چین به آسیای میانه گریخته بود، بنیاد نهاده‌شد. نایمان‌ها به رهبری کوچلک خان در ۶۰۸ ه‍.ق (۱۲۱۱ م) فرمانروایی این امپراتوری را به دست گرفتند و سرانجام این پادشاهی به دست امپراتوری مغول از میان رفت.
زبان متداول این کشور خیتانی و چینی بود. پایتختشان بلاساغون بود که امروزه در قرقیزستان جای دارد و دین‌های رواج‌دار در آن کنفسیوس‌گرایی، آیین بودایی و اسلام بود. علاءالدین تکش (۵۶۸–۵۹۸ ه‍.ق) با یاری قراختاییان بر خوارزم چیره‌شد. سلطان محمد خوارزمشاه پس از جنگ‌های بسیار در سدهٔ هفتم هجری فرارود را که در آن زمان زیر فرمان قراختاییان بود به زیر فرمان خود درآورد. اگرچه چینی و خیتان زبان‌های اصلی اداره بودند، اما امپراتوری به زبان‌های فارسی و اویغوری نیز اداره می‌شد.

## تاریخچه

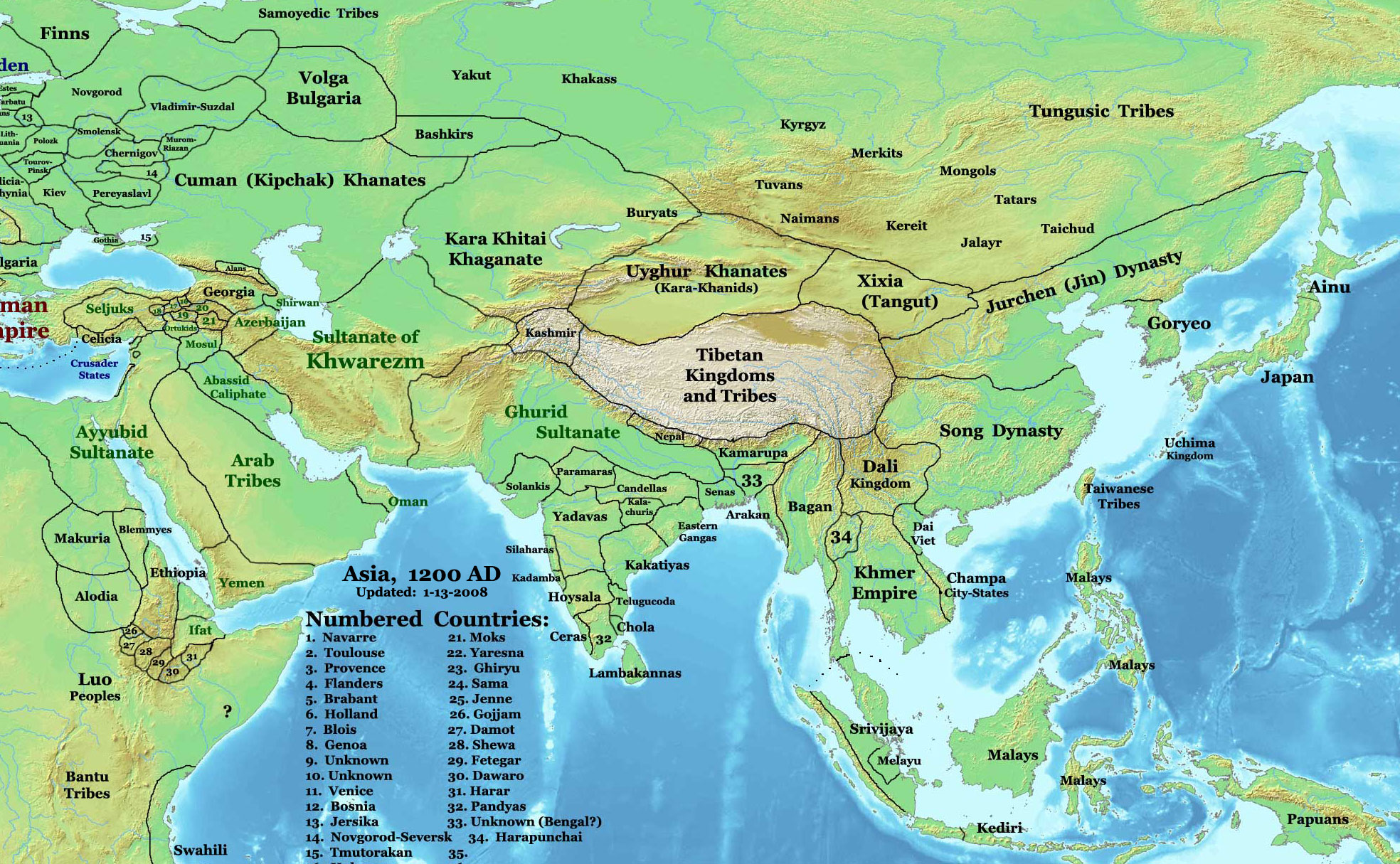
قلمرو قراختاییان در حدود ۱۲۰۰ میلادی

یلو داشی بنیادگذار این خان‌نشین، ۱۰۰هزار ختایی را از منطقه منچوری و از راه مغولستان به آسیای میانه رساند. وی در ۵۲۹ ه‍.ق (۱۱۳۴ م) بلاساغون را که زیر فرمان قراخانی‌ها بود گرفت. به زودی قراختاییان بر کاشغر، ختن و بش‌بالغ چیره‌شدند. سپس خجند را گشودند و برسراسر دره فرغانه چیرگی خود را گستردند. در سال ۵۳۶ ه‍.ق (۱۱۴۱ م) بر فرارود دست‌یازیدند و سپس به خوارزم تاختند. امپراتوری ایشان با گذشت زمان و بر اثر شورش‌ها و نافرمانی‌ها رو به سراشیب نهاد. در ۶۰۵ ه‍.ق (۱۲۰۸ م) نایمان‌ها که از دست مغولان از خاستگاه خویش گریخته‌بودند به مرزهای قراختایی رسیدند و به گورخان پادشاه قراختایی پناهنده‌شد. گورخان ایشان را پذیرفت و دختر وی را به خان ایشان کوچلک خان به زنی داد.
در ۶۰۷ ه‍.ق سلطان محمد خوارزمشاه کوشید تا فرارود را از دست قراختاییان بیرون آورد ولی در جنگی که میان او سپاه گورخان درگرفت و با خیانت سران سپاه سلطان محمد شکست سختی خورد و با جامهٔ مبدل از میدان گریخت. در ۶۰۸ ه‍.ق (۱۲۱۱ م) کوچلک‌خان به گورخان خیانت کرد و این واپسین فرمانروای دودمان را به بند کشید و خود به جای او نشست. چون سلطان محمد خوارزمشاه در به دست آوردن قلمرو قراخانی به کوچلک‌خان یاری رسانده بود بر این پایه بخشی از سرزمین‌های زیر فرمان ایشان را به دست آورد. سرانجام در ۶۱۵ ه‍.ق (۱۲۱۸ م) کوچلک‌خان به دست مغول‌ها کشته‌شد و کار قراختاییان به پایان رسید.

## نگارخانه

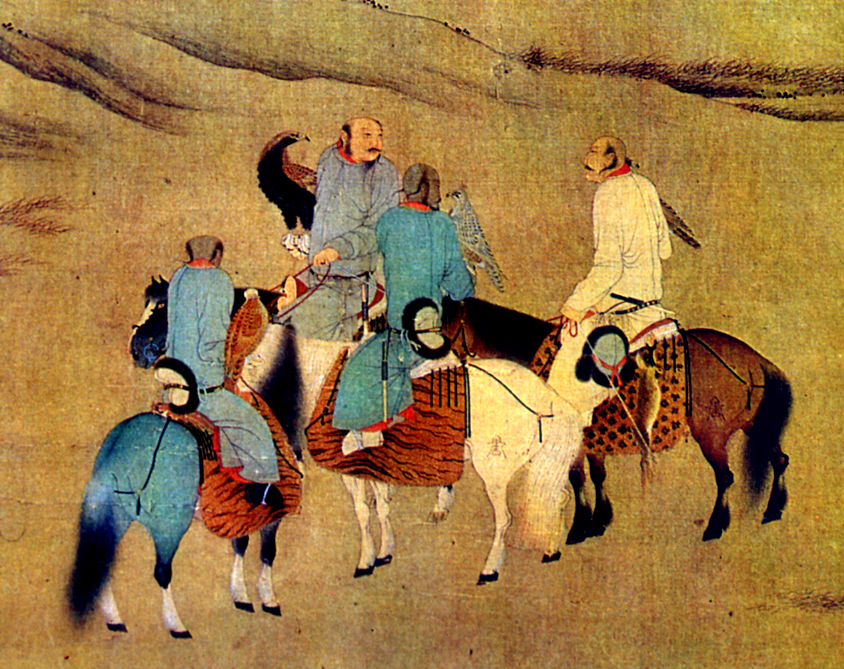
خیتان، نیاکان قراختاییان‌ها در سده دهم میلادی.
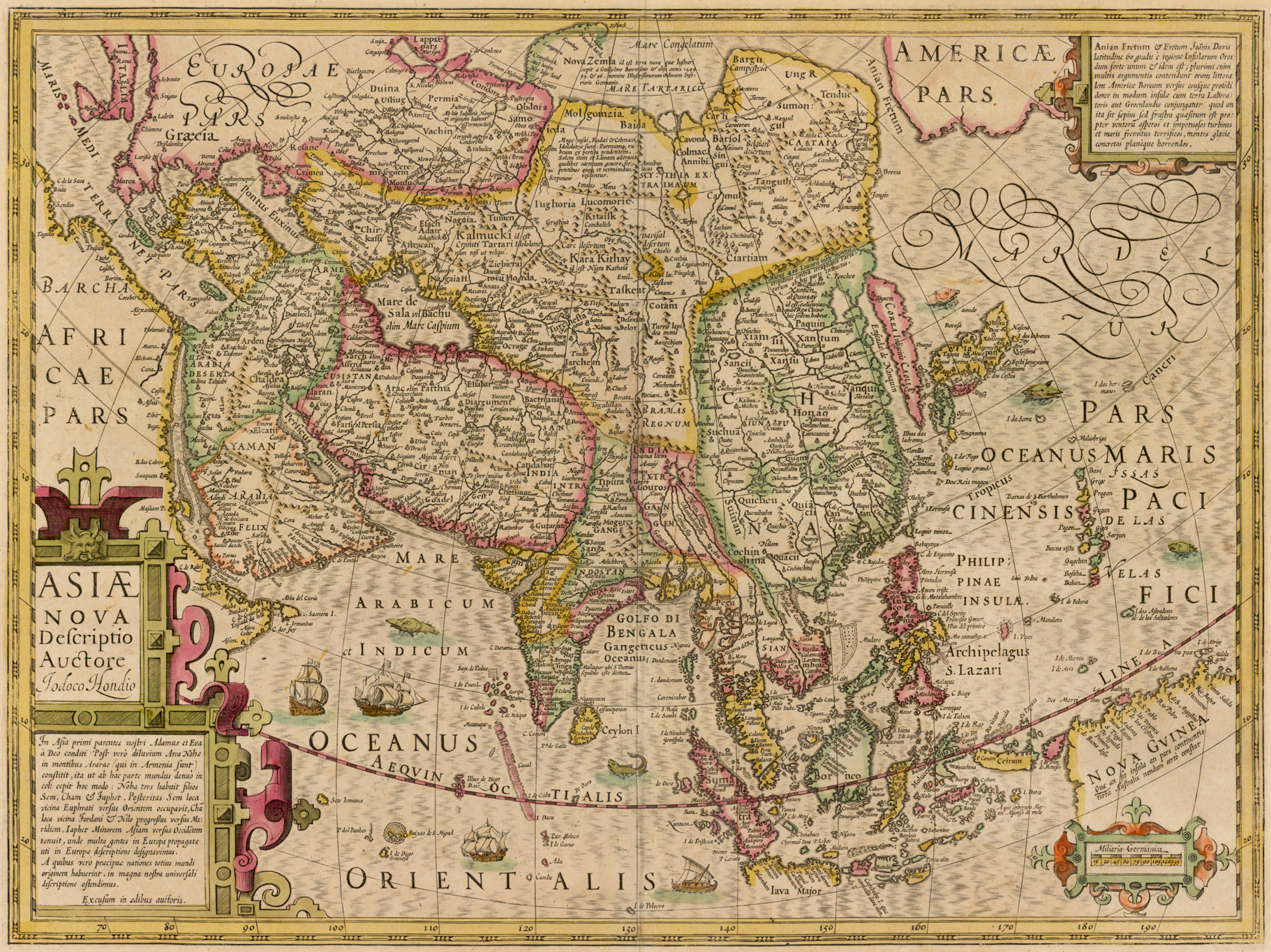
نقشه‌های اروپایی که سرزمین قراختاییان را در جایی در آسیای مرکزی سده‌ها پس از فروپاشی قراختاییان نشان می‌دهد. این نقشه در سال ۱۶۱۰ میلادی توسط جودوکوس هوندیوس ترسیم شد و سرزمین باستانی مذکور را در شمال تاشکند مشخص کرده‌است.
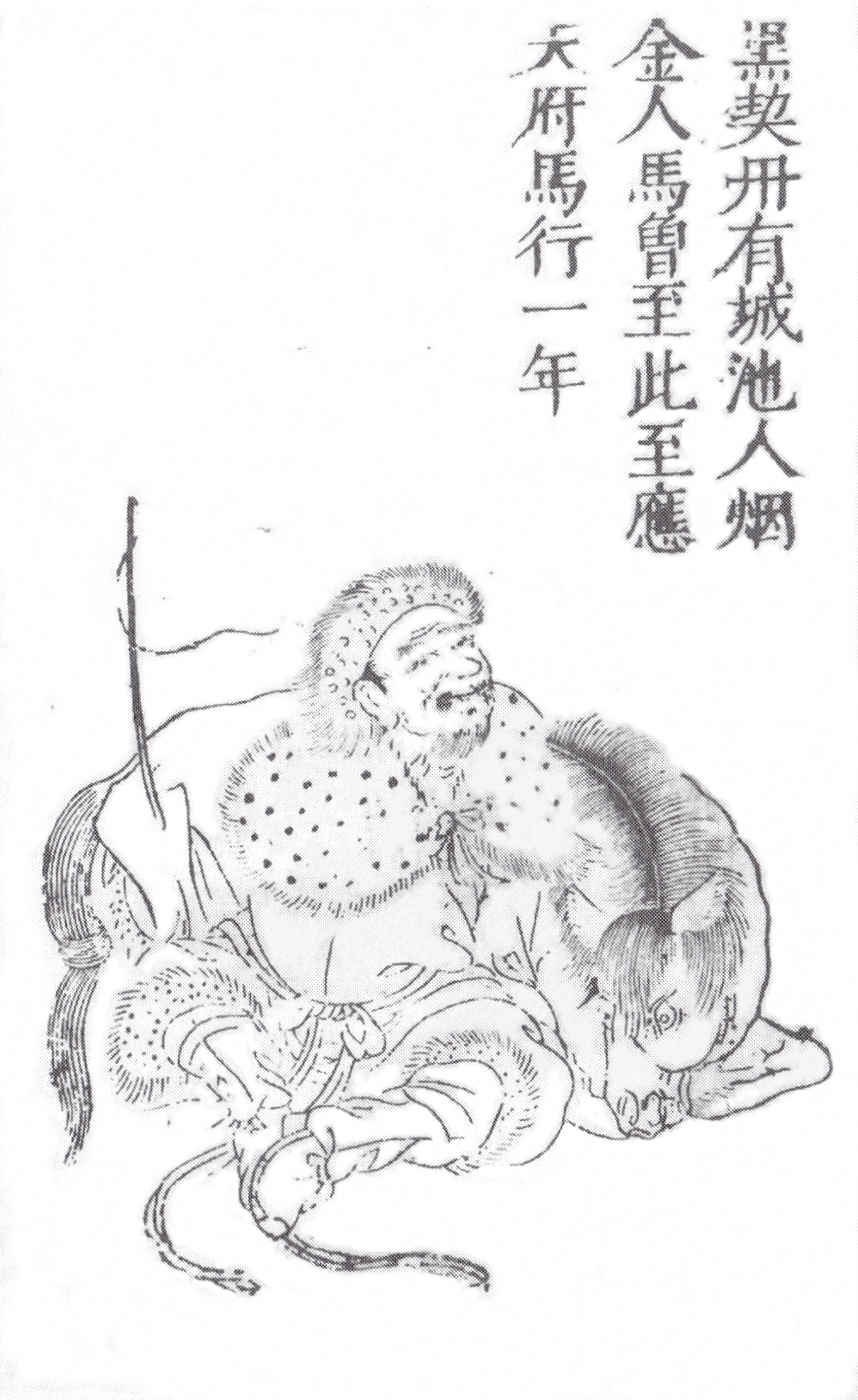
نگاره‌ای از یک مرد خیتان.
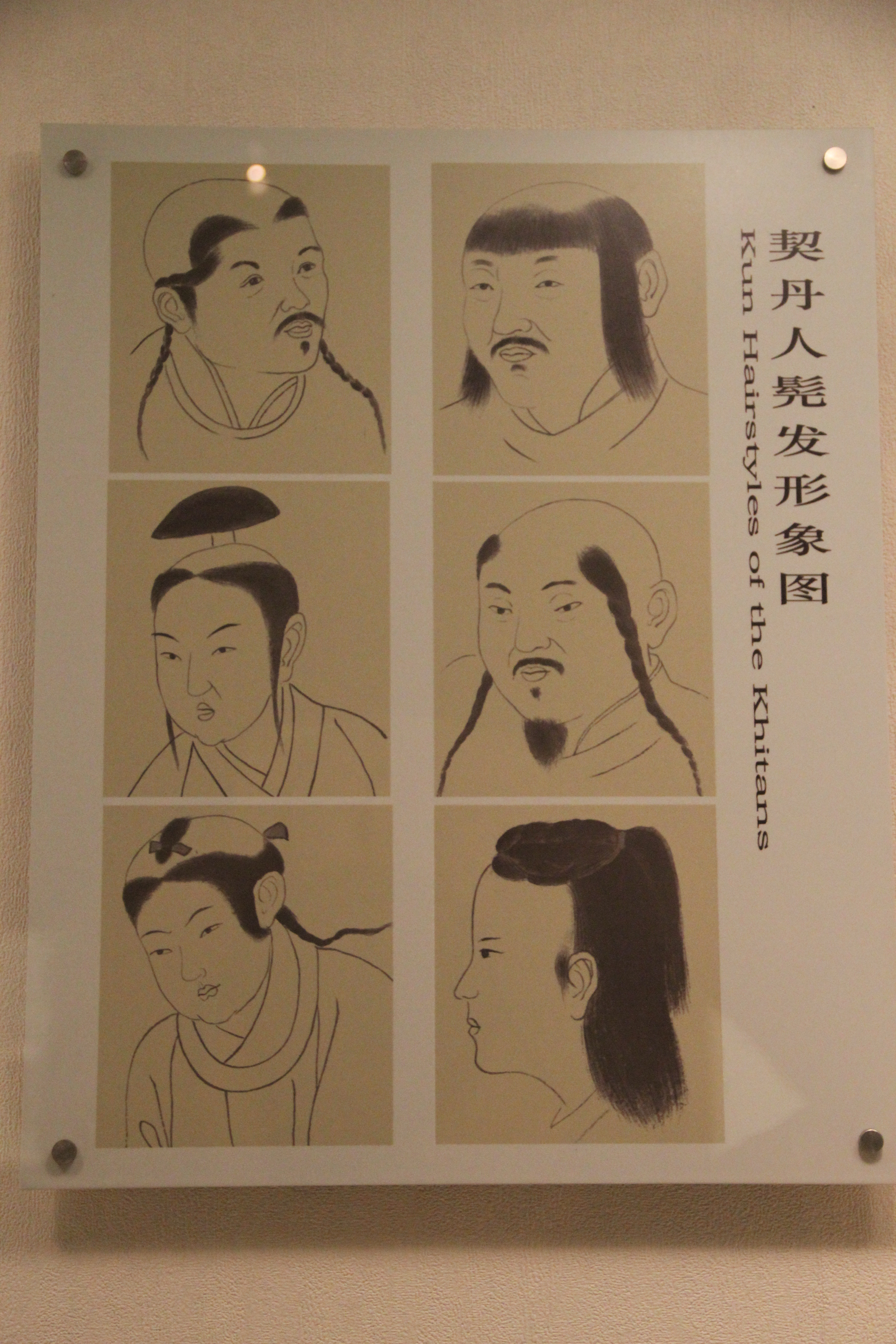
مدل‌های مو گوناگون که در میان مردم قراختا مرسوم بوده‌است.